# برج اشقون بابا
برج آجری اشقون بابا  مربوط به سدهٔ ۶ ه.ق است و در شهرستان بیجار، روستای علیشاه و ینگی کند واقع شده و این اثر در تاریخ ۱۵ آبان ۱۳۶۲ با شمارهٔ ثبت ۱۶۴۳ به‌عنوان یکی از آثار ملی ایران به ثبت رسیده است.